# Пари, Мари Огюст
Мари Огюст Пари (20 мая 1771, Мирамон-д’Астарак, Жер — 2 июня 1814, Перпиньян, Восточные Пиренеи) был французским генералом времён революционных и наполеоновских войн.

## Биография

### Революция и Директория
Пари начал военную карьеру в 1792 году, будучи сержантом 7-го батальона добровольцев Жиронды, также называемого батальоном Бордо. До 1794 года он сражался в составе Пиренейской армии, затем в Армии западных Пиренеев, и был ранен в 1793 году. Произведённый сначала в звание второго лейтенанта, а затем (в том же году) лейтенанта, был отправлен на остров Ре и 23 апреля 1794 года отплыл в Гваделупу, куда прибыл 3 июня. В июле 1794 года был повышен сначала до капитана, а затем до подполковника. 20 июля 1794 года возглавил полубригаду санкюлотов, а также руководил Пуэнт-а-Питр. Он был снова ранен во время сражения в Гваделупе.
20 октября 1796 года стал бригадным генералом. 14 октября 1797 занял остров Мари-Галант и был назначен военным комендантом округа Бас-Тер. 3 октября 1799 повышен до дивизионного генерала и стал главнокомандующим вооруженных сил Гваделупы, а 11 декабря 1799 года главнокомандующим войсками Наветренных островов. 30 мая 1801 году он был заменён на своем посту генералом Антуаном де Бетанкуром и прибыл в Лорьян 17 августа. 7 января 1802 был подтверждён в звании бригадного генерала и уполномочен участвовать в кампании 1804 года в штабе маршала Даву, прежде чем окончательно был уволен из армии в июле 1804 года.

### Генерал Империи
8 августа 1809 года был вновь принят в армию в звании бригадного генерала. Направлен в Северную армию под командованием генерала Рампона, а затем в Головную армию Фландрии под командованием маршала Монсея. 4 октября переведён в 5-й корпус Испанской армии под командованием маршала Мортье. Под началом генерала Сюше он возглавлял бригаду дивизии Ариспа в бою при Альбентосе 11 марта 1810 года. 28 августа 1810 был произведён в офицеры Почётного легиона, а 21 ноября получил титул барона Империи. Освободил осаждаемый гарнизон Молина-де-Арагон, сражался в Чене в январе 1811 года, затем в Бенагуасиле и в битве при Сагунто в октябре, где был ранен пулей в ногу.
1 ноября 1812 года был назначен губернатором Арагона вместо генерала Рея. 8 июля 1813 года в составе Арагонской армии в Сарагосе сражался с испанскими войсками, которые 10 июля заставили французов отступить сначала на Лериду, а затем в Хаку. После битвы при Пиренеях в конце июля он отступил, заняв 12 августа позицию в Юрдосе и защищал границу в районе Сент-Анграса.
Будучи назначен в Южную армию, в октябре 1813 года отступил к Олорон-Сент-Мари и участвовал в начале декабря в битве при Ниве. 16 декабря он стал командиром 2-й бригады 8-й дивизии под командованием генерала Ариспа в Пиренейской армии. 22 декабря 1813 года по указу императора был произведён в дивизионные генералы. В битве при Ортезе 27 февраля 1814 года он возглавил 9-ю дивизию и был ранен в бою под Риваретом. Став командующим департамента Восточных Пиренеев, 3 июня 1814 года умер в Перпиньяне «от болезней и ран».

## Семья
Мари Огюст (Августин) Пари женился в 1797 году на Мари Жакен, от которой у него была дочь. Мари Жакен — сестра Анжелики Жакен, жены Виктора Юга. Таким образом, они являются деверями.